# Карбомінерити
Карбомінерити — вугільно-мінеральні асоціації, що мають густину від 1,5 до 2,0 г/см3.

## Загальний опис
Мікролітотипи можуть містити різні мінеральні домішки. Класифікація асоціацій мінералів з вугіллям ґрунтується на відмінностях речовини за густиною, яка звичайно має місце при збагаченні вугілля; по-перше, виділяється фракція між вугіллям і проміжними продуктами (d =1 5 г/см3) і по-друге, фракція між проміжними продуктами і глинистим сланцем (d = 2,0 г/см3). Вугілля, що має значення густини менше 1,5 г/см3, визначається назвою мікролітотипу з додаванням, якщо це потрібно, назви контамінованого мінералу або мінералів, наприклад «аргілітовий вітрит». , називаються «карбомінеритами».

## Різновиди
Карбомінерити відрізняються від мікролітотипів тільки більш високим вмістом мінеральних домішок. Вугільна речовина в них може бути представлена будь-яким мікролітотипом. Таким чином, для характеристики карбомінеритів різного складу можна використати такі терміни, як «вітритовий», «кларитовий», «дуритовий» і т. д.
Залежно від типу мінеральних зростків з вугіллям карбомінерити можна розділити на п'ять підгруп. Оскільки густина глинистих мінералів, кварцу і найбільш поширених карбонатів майже однакова, то при середньому їхньому вмісті порядка 20 % (за об'ємом або масою) густина асоціації дорівнює 1,5 г/см3, тоді як збільшення їхньої частки до 60 % підвищує густину до 2,0 г/см3. Якщо щільність вугільно-мінеральної асоціації перевищує 2,0 г/см3, вона класифікується як відходи або порожня порода. Вживані для опису терміни повинні давати визначення мінеральної речовини, наприклад «вугільно-глинистий сланець» або «сланець, з прошарками вугілля».
Якщо вугілля контаміноване сульфідними мінералами (особливо піритом, який часто зустрічається у вугільних пластах), то достатньо 5 або 20 % такого мінералу, щоб густина зрощеного матеріалу підвищилася до 1,5 і 2,0 г/см3 відповідно завдяки великій густині сульфідних мінералів. Якщо різні мінерали зростаються з мікролітотипом на ділянці площею 50х50 мкм, то така порода називається «карбополімінеритом».

### Карбаргіліт
Серед мікроскопічно помітних карбомінеритів карбаргіліт, безперечно, є найбільш поширеним. Він являє собою тісну асоціацію вугілля з тонкозернистою глиною, часто з ілітом. При збільшенні кількості глинистих включень вугілля може перейти в карбаргіліт, тому необхідно їх розмежовувати. Вміст глинистих мінералів до 20 % фіксується як домішка. Якщо ж кількість глинистих мінералів перевищує 20 % об'єму, що відповідає зольності близько 20 % і густині 1,5 г/см3, то така асоціація називається «карбаргілітом». Межа між карбаргілітом і глинистим сланцем проводиться при вмісті глини більше 60 % від об'єму і густині 2,0 г/см3. Об'єм глини, рівний 60 %, відповідає виходу золи приблизно від 50 до 60 %. Значення густини, рівне 1,7 г/см3, вважається середньою густиною карбаргіліту.
Карбаргіліт часто залягає між вугільним пластом і покрівлею, але іноді також і в середині пласта. Розрізняють карбаргіліт з безладною будовою і тонкосмугастий. Перший з них містить багато блідозабарвлених залишків стінок клітин, безладно розсіяних у глині. Можна виділити, крім того, білу міоспору і одну білу мегаспору. Вапняні компоненти цієї суміші також мають білий колір.
Тонкосмугастий карбаргіліт зустрічається дуже часто. В поперечних перетинах вуглисті включения звичайно мають витягнуту форму; деякі з них у минулому були кутикулою, яка тепер стала блідою в результаті високого ступеня метаморфізму. Розрізняють два фаціальних типи карбаргіліту: гумолітовий і сапролітовий, причому перший з них зустрічається частіше. До сапролітових карбаргілітів належать кеннельські і богхедові глинисті сланці. Як правило латеральний карбаргіліт розповсюджується на значно більші відстані, ніж чисто вуглисті мікролітотипи. В одному вугільному пласті Рурського вугільного басейну шар карбаргіліту, що має витриману потужність 30 см, прослідковано на відстані понад 800 м. Різні мікролітотипи, особливо бі- і тримацеральних типів, можуть поступово переходити в карбаргіліт як у вертикальному, так і в горизонтальному напрямах.

### Інші карбомінерити
Наступною за карбаргілітом, асоціацією мінералів, що найбільш часто зустрічається, з вугіллям є карбопірит, особливо у вугільних пластах з покрівлею, складеною морськими осадами. Карбанкерит зустрічається часто, а карбосіліцит — дуже рідко. Відносно рідко зустрічається і карбополіінертит, якщо враховувати умову, що шар повинен мати ширину принаймні 50 мкм.